# NGC 3355
NGC 3355 este o intermediate spiral galaxy⁠(d) situată în constelația Hidra. A fost descoperită în 12 aprilie 1866 de către Samuel Pierpont Langley⁠(d). Se află la o distanță de 37 de megaparseci de Pământ.